# Stockholms Fotbollförbund
Stockholms Fotbollförbund (Stockholm FF, StFF), grundat 29 mars 1917, är ett av de 24 distriktsförbunden under Svenska Fotbollförbundet. StFF administrerar de lägre serierna för seniorer och ungdomsserierna i Stockholms län utom Norrtälje, Sigtuna och Södertälje kommuner. Upplands Bro och Vallentuna kommuner är delade med Upplands Fotbollförbund.

## Serier och cuper
StFF:s administrerar följande serier och cuper:

### Herrar
Division 4 - tre serier

Division 5 - tre serier

Division 6 - sex serier

Division 7 - tolv serier

### Damer
Division 3 - två serier

Division 4 - två serier

Division 5 - tre serier

### Övriga serier
Ungdomsserier

Reservlagsserier

Veteranfotboll

### Cuper
S:t Eriks-cupen - för flickor och pojkar, till och med 18 år

Stockholm Cup

Victoria Cup

Nike Cup

Landslagets Fair Play Trophy - för elever i grundskolans årskurs sex.